# Biandrate
Biandrate es un municipio italiano situado en la provincia de Novara, en Piamonte. Tiene una población estimada, a fines de agosto de 2024, de 1342 habitantes.

## Evolución demográfica
| Gráfica de evolución demográfica de Biandrate entre 1861 y 2024 |
|                                                                 |
| Fuente: ISTAT - Elaboración gráfica de Wikipedia                |